# 索维扬
索维扬（法語：Sauvian，法語發音：[sovjɑ̃]）是法国埃罗省的一个市镇，属于贝济耶区。

## 地理
索维扬（43°17'31"N, 3°15'38"E）面积13.07 平方千米，位于法国奧克西塔尼大區埃罗省，该省份为法国南部沿海省份，南濒地中海，西南接奥德省，西北接塔恩省和阿韦龙省，东北与加尔省接壤。
与索维扬接壤的市镇（或旧市镇、城区）包括：貝濟耶、塞里尼昂、旺德尔、贝济耶新城。

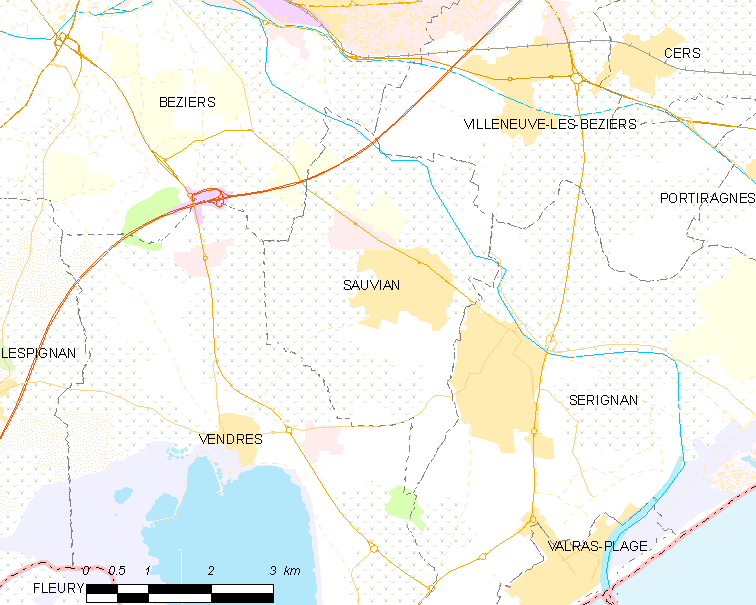
索维扬的OSM定位图

索维扬的时区为UTC+01:00、UTC+02:00（夏令时）。

## 行政
索维扬的邮政编码为34410，INSEE市镇编码为34298。

## 政治
索维扬所属的省级选区为贝济耶第三县。

## 人口

1962-2008年间索维扬人口变化图示

索维扬于2022年1月1日时的人口数量为5498人。